# Pinarejos
Pinarejos település Spanyolországban, Segovia tartományban. Pinarejos Cuéllar, Gomezserracín, Zarzuela del Pinar, Navalmanzano és San Martín y Mudrián községekkel határos. Lakosainak száma 194 fő (2024).

## Népesség
A település népessége az elmúlt években az alábbi módon változott:
| Lakosok száma | 191  | 173  | 148  | 136  | 161  | 173  | 181  | 186  | 173  | 194  |
|               | 2001 | 2004 | 2007 | 2009 | 2012 | 2014 | 2017 | 2019 | 2022 | 2024 |